# 滨海莫埃朗
滨海莫埃朗（法語：Moëlan-sur-Mer，法語發音：[mwɛlɑ̃ syʁ mɛʁ]）是法国菲尼斯泰尔省的一个市镇，属于坎佩尔区。

## 地理
滨海莫埃朗（47°48'51"N, 3°37'41"W）面积47.3 平方千米，位于法国布列塔尼大區菲尼斯泰尔省，该省份为法国最西部的省份，位于布列塔尼半岛西部，北西南三面环大西洋，东临阿摩尔滨海省和莫尔比昂省。
与滨海莫埃朗接壤的市镇（或旧市镇、城区）包括：拜伊、克洛阿尔卡诺埃特、坎佩莱、贝隆河畔里耶克。
滨海莫埃朗的时区为UTC+01:00、UTC+02:00（夏令时）。

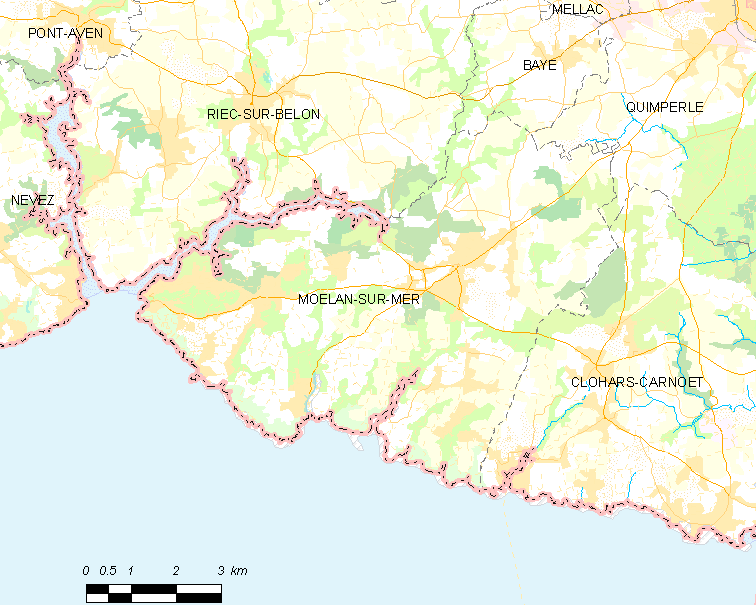
滨海莫埃朗的OSM定位图

## 行政
滨海莫埃朗的邮政编码为29350，INSEE市镇编码为29150。

## 政治
滨海莫埃朗所属的省级选区为滨海莫埃朗县。

## 人口

1962-2008年间滨海莫埃朗人口变化图示

滨海莫埃朗于2022年1月1日时的人口数量为6763人。